# Bys

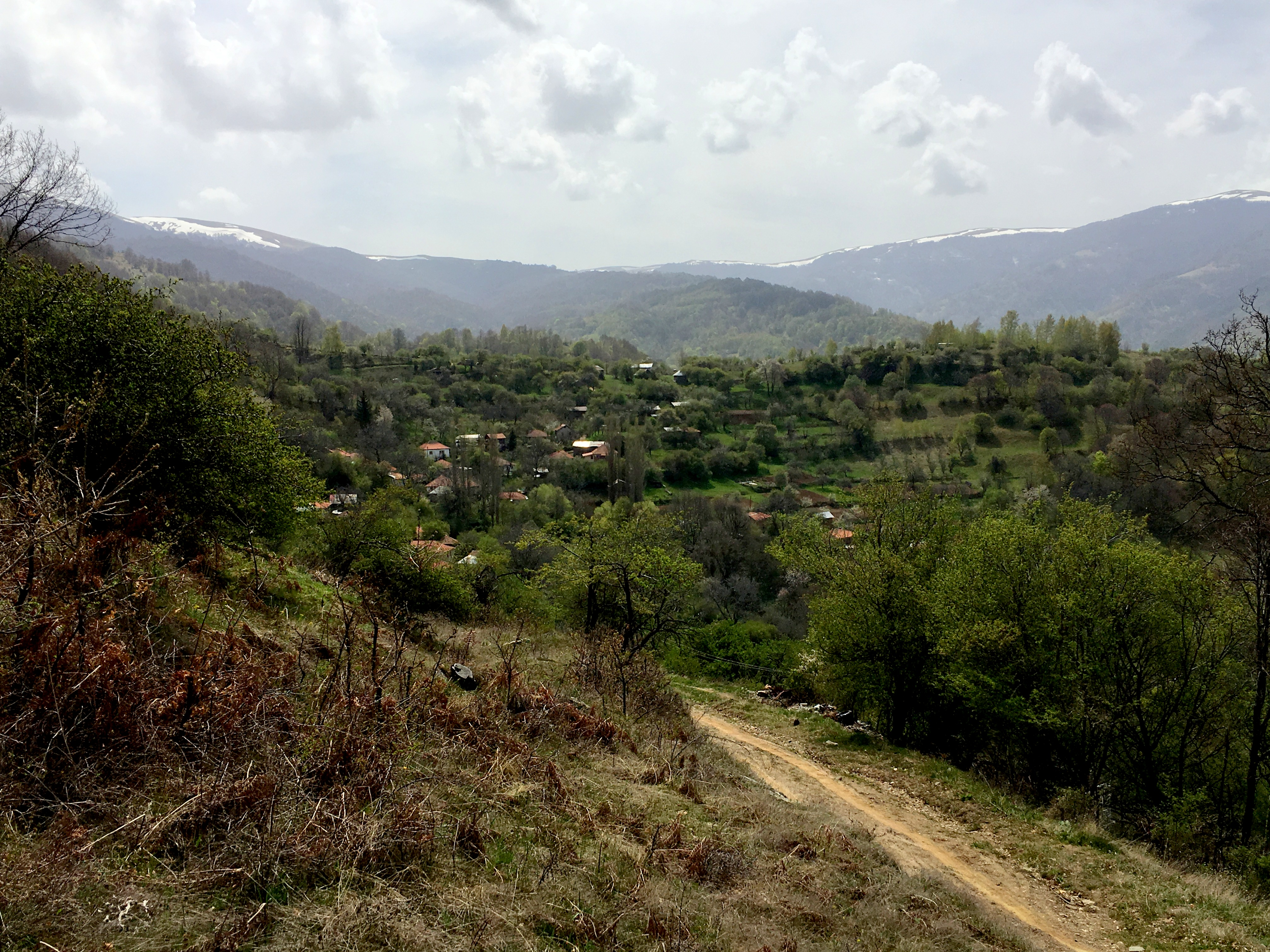

Bys (maced. Б'с) – wieś w północno-wschodniej Macedonii Północnej, w gminie Kriwa Pałanka.